# Konrad Habermeier
Konrad Habermeier (* 10. August 1907 in Eybach; † 1. August 1992 ebenda) war ein deutscher Glasdesigner.
Habermeier absolvierte bei WMF eine Lehre in Gravur und Schliff und besuchte dann die Kunstgewerbeschule in Stuttgart. Er war ein Schüler Wilhelm von Eiffs. Von 1932 bis 1945 unterrichtete er selbst an der Kunstgewerbeschule Stuttgart; über vierzig Jahre lang war er seit 1931 außerdem freier Mitarbeiter bei Gralglas und entwarf in dieser Zeit zahlreiche Objekte. 1954 bis 1970 leitete er an der Fachhochschule Schwäbisch Gmünd die Abteilung für Glasschliff und -gravur und war freier Mitarbeiter der Josephinenhütte in Schwäbisch Gmünd. 1954, 1959 und 1962 erhielt er den Staatspreis Gestaltung Kunst Handwerk des Landes Baden-Württemberg. Das von ihm geschaffene Gralglasfenster in der Grundschule Gammelshausen-Dürnau wurde beim Schulumbau in seinem Todesjahr entfernt.

## Ausstellungen
- 1987/1988, Augustinermuseum in Freiburg